# Wanda Modlibowska

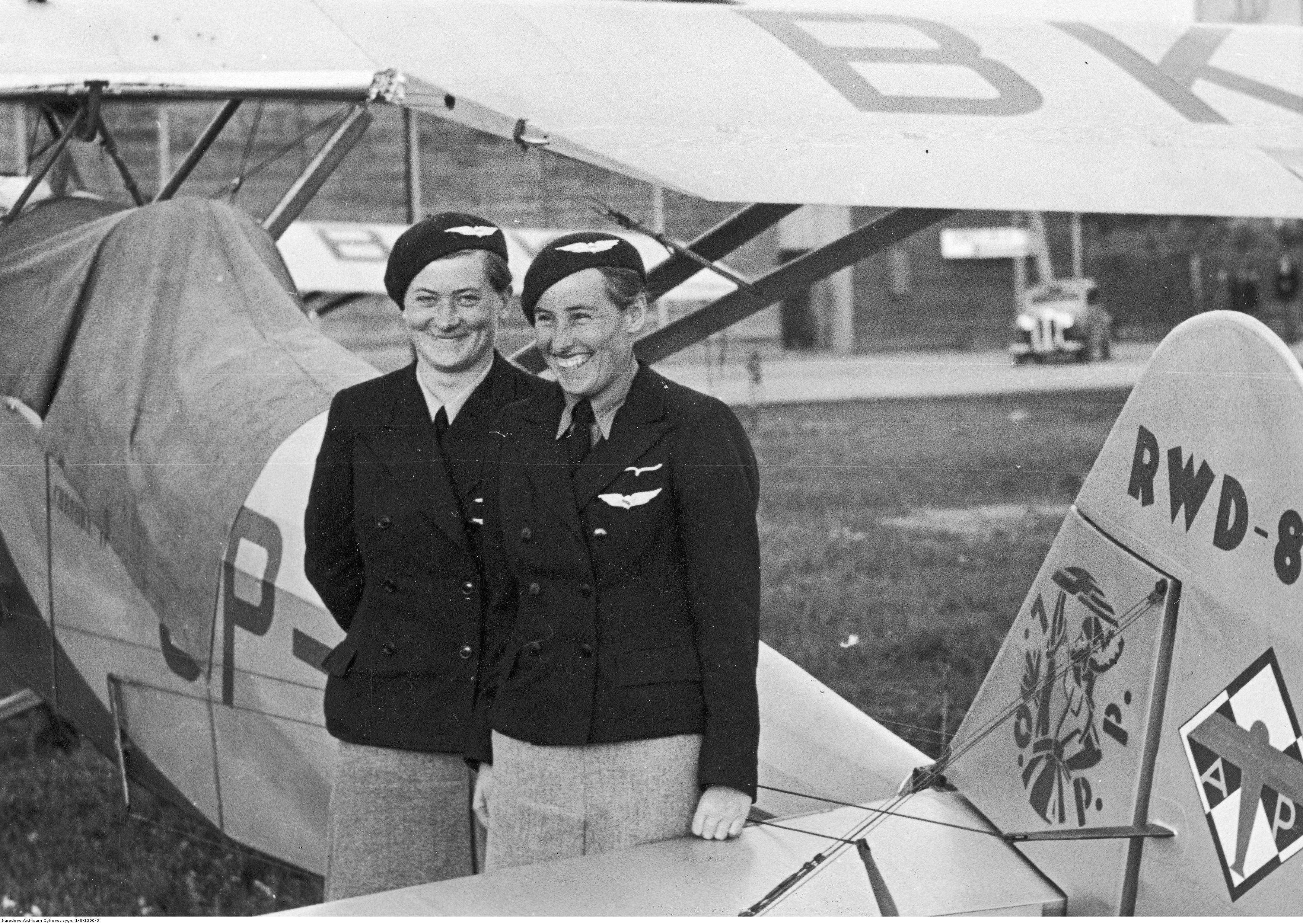
Wanda Modlibowska (z prawej) i Ewa Korczyńska przy samolocie RWD-8

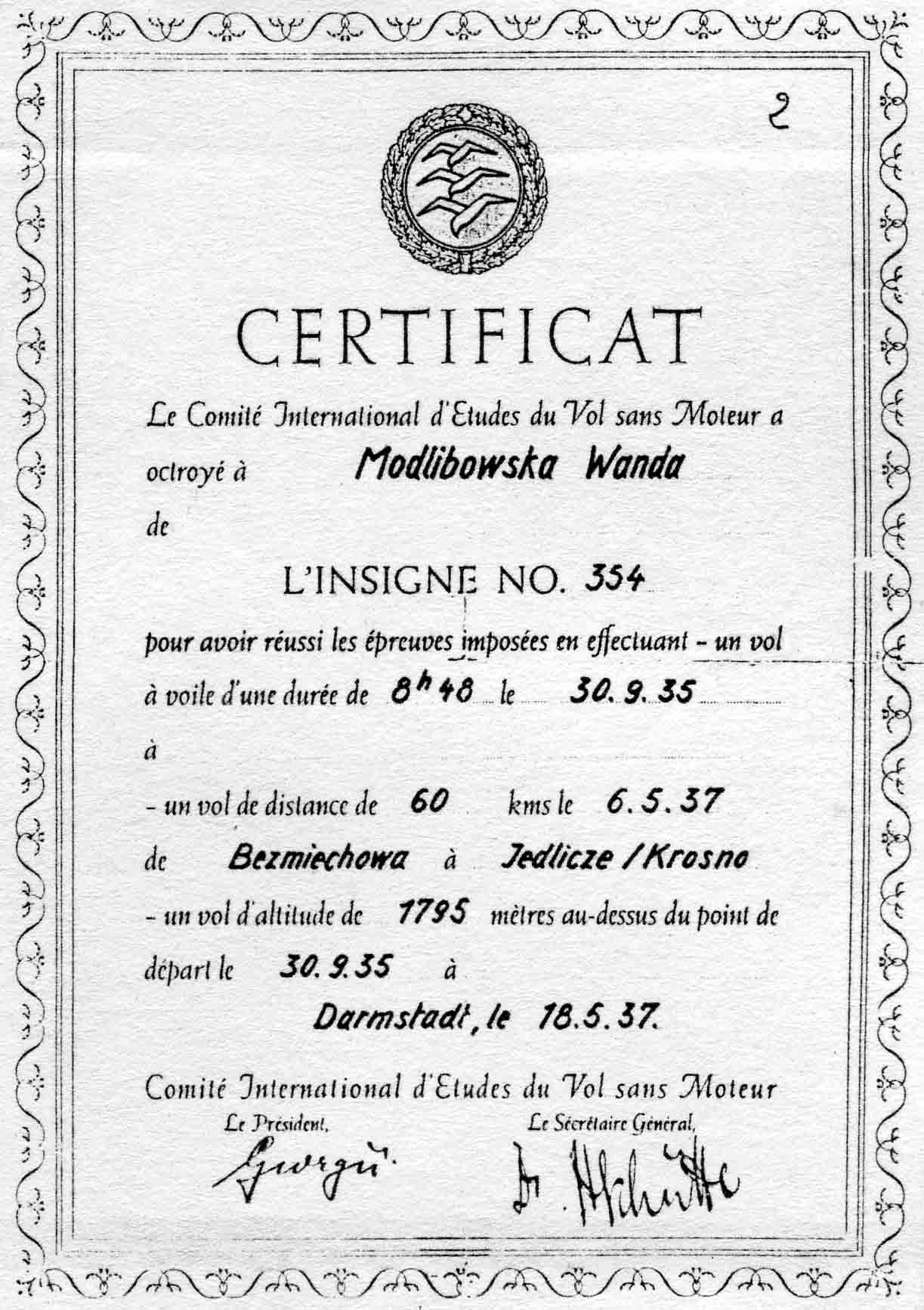
Dyplom Srebrnej Odznaki Szybowcowej FAI dla Wandy Modlibowskiej

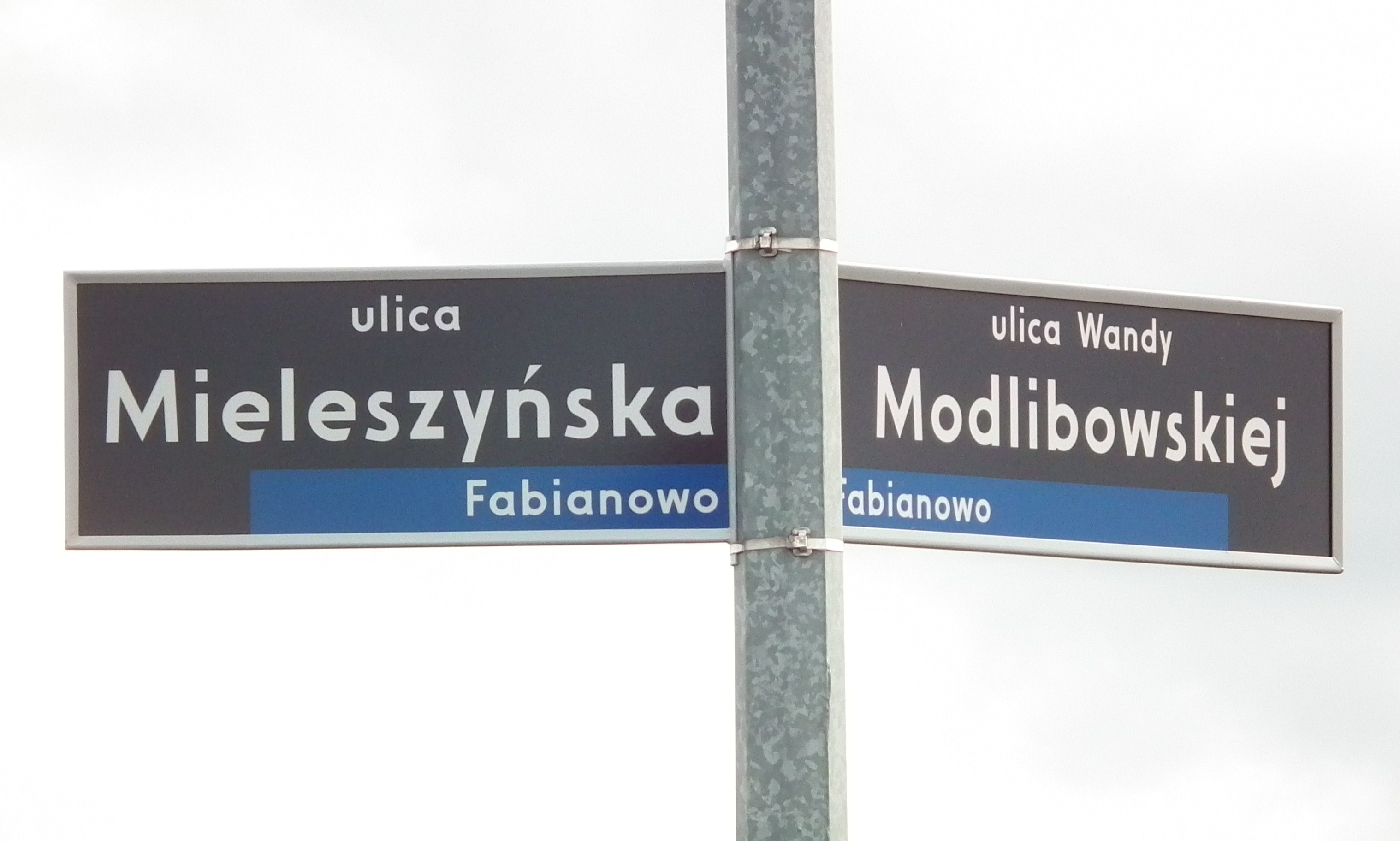
Ulica Wandy Modlibowskiej na poznańskim Fabianowie

Wanda Modlibowska (ur. 19 listopada 1909 w Czachorowie, zm. 11 lipca 2001 w Łężeczkach) – polska lotniczka sportowa i szybowniczka, instruktor-pilot, zmobilizowany pilot eskadry sztabowej we wrześniu 1939, pierwsza emisariuszka Rządu RP w 1940 wysłana do okupowanej Polski, żołnierz AK, uczestniczka powstania warszawskiego.

## Życiorys
W 1930 wstąpiła do Aeroklubu Poznańskiego, w którym w 1931 wyszkoliła się na samolocie Hanriot H.28 (instruktorem był pilot doświadczalny Wytwórni Samolot i instruktor Edmund Hołodyński. Pod jego kierunkiem uzyskała licencję pilota samolotowego). Współuczestniczyła w utworzeniu sekcji szybowcowej. W roku 1933 wyszkoliła się na pierwszym, organizowanym przez sekcję, kursie szybowcowym w Bałczynie, będąc pierwszą pilotką w Aeroklubie Poznańskim z kategorią A. Kategorie B, C i C urzędowe zdobyła jesienią w Bezmiechowej.
W 1934 ustanowiła swoje dwa pierwsze szybowcowe rekordy Polski, przeszła także przeszkolenie w lotach na holu za samolotem we Lwowie. W 1935 wzięła udział w III Krajowych Zawodach Szybowcowych. Uczestniczyła także w V KZS w Inowrocławiu w 1937, pierwszych zawodach w Polsce i na świecie rozgrywanych w terenie płaskim, oraz w VI KZS w Masłowie w roku 1938.
13/14 maja 1937 r. startując z Bezmiechowej ustanowiła na szybowcu Komar bis nr 422 konstrukcji Antoniego Kocjana kobiecy rekord świata w konkurencji długotrwałości lotem trwającym 24 godz. i 14 min., poprawiając dotychczasowy wynik Dyrgały o 10 godzin. Był to pierwszy i jedyny przed wojną rekord świata w szybownictwie uzyskany przez Polaka. Był on także rekordem Polski, zarówno w kategorii kobiecej, jak i męskiej. Rekordy kobiecy międzynarodowy i krajowy zostały pobite dopiero pod koniec lat czterdziestych. Nigdy jednak nie został poprawiony ustanowiony przez nią krajowy rekord kobiecy. W roku 1937 uzyskała jeszcze cztery inne rekordy Polski.
Jako pierwsza Polka otrzymała 354. w świecie i 54. w Polsce Srebrną Odznakę Szybowcową FAI, została także dwukrotnie laureatem nagrody Ministra Komunikacji, a w 1939 odznaczono ją Srebrnym Krzyżem Zasługi.
W 1938 r. ustanowiła rekord Polski w odległości przelotu 345 km, gorszy zaledwie o kilka kilometrów od aktualnego rekordu świata Hanny Reitsch. Reprezentowała Aeroklub Poznański w szeregu zawodów samolotowych: Zlocie gwiaździstym do Poznania, VI Krajowym Konkursie Turystycznym w Warszawie w 1936 r., III Zlocie do Morza w Gdańsku, VII Krajowych Zawodach Lotniczych w Warszawie w 1937 r., VIII Krajowych Zawodach Lotniczych w Warszawie w 1938.
W latach 1933–1937 trzykrotnie wybierana była do Zarządu Aeroklubu Poznańskiego.
Posiadała uprawnienia instruktora szybowcowego, brała udział w pierwszym kursie akrobacji szybowcowej w Polsce. Jeszcze przed wojną ukończyła kurs akrobacji samolotowej oraz w lotach bez widoczności. Miała uprawnienia do lądowania w terenie przygodnym, holowania szybowców za samolotem oraz wykonywania lotów na motoszybowcu.
Pracowała jako instruktor w Fordonie, Bezmiechowej i Ustjanowej, prowadząc m.in. pierwszy kurs szybowcowy dla kobiet. Zajmowała wysokie 6. i 4. miejsca w klasyfikacjach premiowanych wyczynów szybowcowych w latach 1937 i 1938. Na początku 1938 przebywała na praktyce chemicznej w Zagłębiu Borysławskim.
W kampanii wrześniowej brała udział jako pilot łącznikowy Eskadry Sztabowej. Po ewakuacji do Francji wróciła do kraju w 1940, gdzie pracowała w Delegaturze Rządu na Kraj, początkowo jako kurier, następnie jako kierownik komórki szyfrów i kierownik sekretariatu Delegatury. Brała udział w powstaniu warszawskim.
Aresztowana przez NKWD w 1945 r. trafiła do Berezówki pod Uralem w ZSRR. Wieziona na przesłuchania do Niemiec uciekła z transportu we Frankfurcie, by w roku 1946 powrócić do pracy w Aeroklubie Poznańskim, gdzie pełniła funkcje instruktora.
Po zakończeniu II wojny światowej odnowiła posiadane uprawnienia na kursie w Cywilnej Szkole Pilotów i Mechaników w Ligocie Dolnej . W latach 1946–1948 pracowała jako pilot doświadczalny w Instytucie Szybownictwa, będąc jednocześnie instruktorem w Aeroklubie Bielsko-Bialskim. Brała udział w pierwszej wyprawie badawczej Instytutu zajmującej się badaniem zjawisk falowych w Aleksandrowicach. W 1948 r. uczestniczyła w pierwszych po wojnie VII Krajowych Zawodach Szybowcowych na Żarze.
Negatywnie „zweryfikowana” przez władze pod koniec 1948 r., została usunięta z Aeroklubu. Do tego czasu wylatała na szybowcach 738 godzin, na samolotach 1123 godziny. Ustanowiła 9 rekordów Polski i jeden międzynarodowy.
Po „weryfikacji” pracowała jako asystent w Zakładzie Chemii UAM. Bezpodstawnie aresztowana za domniemaną próbę nielegalnego przekroczenia granicy, została skazana w ramach represji okresu stalinizmu na 18 miesięcy więzienia. Po odbyciu kary pracowała w Urzędzie Patentowym w Warszawie.
W 1956 została członkiem Warszawskiego Klubu Seniorów Lotnictwa. W 1969 Zarząd Aeroklubu Polskiego nadał Modlibowskiej za wybitną działalność w polskim szybownictwie tytuł i odznakę Zasłużonego Działacza Lotnictwa Sportowego.
Za działalność niepodległościową została odznaczona m.in.: Warszawskim Krzyżem Powstańczym, Srebrnym Krzyżem Zasługi, Krzyżem Walecznych. Więzień NKWD i PRL.
Zmarła 11 lipca 2001 w Łężeczkach koło Pniew. Została pochowana w rodzinnym grobowcu w Gostyniu.
Od 2003 imię Wandy Modlibowskiej nosi Aeroklub Poznański.